# Pseudohynobius kuankuoshuiensis
Pseudohynobius kuankuoshuiensis é uma espécie de anfíbio caudado pertencente à família Hynobiidae. É conhecido apenas da localização-tipo: Kuankuoshui, Suiyang County, Guizhou, China.